# تونون لو بان
تونون لو بان هي بلدة فرنسية تقع في إقليم سافوا العليا في منطقة أوفيرن-رون ألب شرق فرنسا.